# Wolfpack de North Carolina State
Le Wolfpack de NC State (en anglais : NC State Wolfpack) est un club omnisports universitaire de l'université d'État de la Caroline du Nord à Raleigh (Caroline du Nord).
Les équipes du Wolfpack participent aux compétitions universitaires organisées par la National Collegiate Athletic Association en tant que membre de l'Atlantic Coast Conference.
Les équipes sportives de NC State portent le surnom de « wolfpack » (meute de loups en français). Ce surnom est adopté en 1921 après qu'un fan, mécontent du comportement de certains joueurs de l'équipe de football américain, ait déclaré qu'ils étaient « aussi indiscipliné qu'une meute de loups » (a pack of wolves). Avant l'adoption de ce surnom, les équipes étaient dénommée les  « Aggies », les « Techs », les « Red Terrors », ainsi que « Farmers »
L'équipe masculine de basket-ball fut deux fois championne nationale (1974 et 1983).
L'équipe de football américain a emporté onze (11) titres de conférence (7 en ACC, 3 en SAIAA (en) et 1 en Southern). En fin de saison 2021, elle avait participé à 22 bowls universitaires pour un bilan de 17 victoires, 14 défaites et 1 nul.
North Carolina State entretient des rivalités avec :
- North Carolina ;
- Wake Forest ;
- Clemson ;
- East Carolina.